# Poecilanthrax alpha
Poecilanthrax alpha är en tvåvingeart som först beskrevs av Osten Sacken 1877.  Poecilanthrax alpha ingår i släktet Poecilanthrax och familjen svävflugor. Inga underarter finns listade i Catalogue of Life.